# Вільховецька сільська рада (Тячівський район)
Вільховецька сільська рада — колишній орган місцевого самоврядування Вільховецької сільської об'єднаної територіальної громади Тячівського району Закарпатської області.

## Склад ради (2010)
Рада складалася з 32 депутатів та голови.

## Керівний склад сільської ради
| ПІБ                      | Основні відомості                                                 | Дата обрання | Дата звільнення |
| ------------------------ | ----------------------------------------------------------------- | ------------ | --------------- |
| Бенца Василь Михайлович  | Сільський голова, 1950 року народження, освіта                    | 26.03.2006   | 31.10.2010      |
| Маринець Іван Степанович | Сільський голова, 1969 року народження, освіта вища, безпартійний | 31.10.2010   | 25.10.2015      |

Примітка: таблиця складена за даними джерела